# (189944) Leblanc
(189944) Leblanc est un astéroïde de la ceinture principale.

## Description
(189944) Leblanc est un astéroïde de la ceinture principale. Il fut découvert le 3 octobre 2003 à Wrightwood par James Whitney Young. Il présente une orbite caractérisée par un demi-grand axe de 3,18 UA, une excentricité de 0,05 et une inclinaison de 10,9° par rapport à l'écliptique.

## Compléments